# Manulea obovata
Manulea obovata är en flenörtsväxtart som beskrevs av George Bentham. Manulea obovata ingår i släktet Manulea och familjen flenörtsväxter. Inga underarter finns listade i Catalogue of Life.